# Shabon dama
Shabon dama (しゃぼん玉? lett. "Bolla di sapone"), noto anche con il titolo internazionale Where I Belong, è un film del 2017 scritto e diretto da Shinji Higashi.
Il titolo del film è tratto da una frase del protagonista, che descrive la propria vita come una "bolla di sapone" portata via dal vento nel cielo, senza alcuna meta precisa.

## Trama
Izumi è un borseggiatore che, dopo una rapina particolarmente violenta, è in fuga dalla polizia; il ragazzo ha alle spalle un'infanzia estremamente difficile e non si fida affatto del prossimo. Dopo essere arrivato in un piccolo paesino di montagna, Izumi quasi per caso finisce per salvare la vita a un'anziana donna del posto, Suma, che per ringraziarlo lo ospita a casa sua, e ben presto l'intero villaggio scambia il ragazzo per il nipote della donna. D'altro canto anche Izumi, che inizialmente voleva derubare Suma e ripartire senza meta, inizia a sentirsi legato a quel luogo e si affeziona alla donna, non avendo mai avuto una figura familiare di riferimento.
L'incontro con il vecchio Shige, che gli mostra la necessità del lavoro per riacquisire la consapevolezza di sé, e con la sua coetanea Michi, per la quale inizia anche a provare dei sentimenti, lo portano infine alla decisione di costituirsi, non prima di avere salutato Suma e averle chiesto di aspettarlo, dato che non aveva altro posto in cui tornare. Tre anni dopo Izumi ha scontato la sua pena e, avendo ormai ripreso in mano la propria vita, si avvia verso la casa di Suma.

## Distribuzione
In Giappone la pellicola ha goduto di una distribuzione cinematografica a cura della Stylejam, a partire dal 4 marzo 2017.